# Shigella boydii
Shigella boydii је врста грам-негативних бактерија из рода Shigella. Као и други чланови рода, Shigella boydii је непокретан, не формира споре и има облик бацила. Може изазвати дизентерију код људи фекално-оралним преносом. Shigella boydii је генетски најдивергентнија врста у свом роду. Постоји 19 познатих серотипова Shigella boydii. Shigella boydii је ограничен на Индијски потконтинент